# Andamanenral
De Andamanenral (Rallina canningi) is een vogel uit de familie van de Rallen, koeten en waterhoentjes (Rallidae). De soort is genoemd naar de gouverneur-generaal van Brits-Indië ('Viceroy') Charles Canning.

## Verspreiding en leefgebied
Deze soort is endemisch op de Andamanen, een eilandengroep in de Golf van Bengalen.